# Козловская, Людмила Васильевна
Козло́вская Людми́ла Васи́льевна — доктор экономических наук, профессор, известный учёный в области региональной экономики, размещения производительных сил, разработки региональных долгосрочных программ социально-экономического развития и научно-технического прогресса.

## Биография
Родилась 28 ноября 1936 года в д. Бабчин Хойникского района Гомельской области (в то время Полесской области) в семье учителей.
В 6 лет (1943 г.) Л. В. Козловская пошла в Хойникскую СШ № 2, после которой в 1953 г. поступила на географический факультет МГУ им. М. В. Ломоносова, а в 1957 г. перевелась на геолого-географический факультет БГУ, который с успехом окончила в 1958 г.
В 1958-1962 гг., работая в Белгоспроекте, участвовала в разработке схем и проектов районной планировки ряда промышленных узлов Беларуси, а также «Схемы развития и размещения производительных сил БССР на 1959—1965 гг.».
С 1962 по 1965 гг. Л. В. Козловская обучалась в аспирантуре Института экономики АН БССР. 25 декабря 1965 г. защитила кандидатскую диссертацию по теме «Экономическая эффективность группового размещения промышленных предприятий (по материалам районной планировки и промышленного проектирования в Белоруссии)».
С 1965 по 1988 гг. — работа в Институте экономики АН БССР, где Л. В. Козловская прошла путь младшего (1966 г.) и старшего научного сотрудника (1966—1980 гг.), заведующей сектором (1980—1983 гг.), заместителя директора по научной работе (1983—1988 гг.). 21 октября 1981 года в Специализированном совете при Институте экономики АН Эстонской ССР (г. Таллин) защитила докторскую диссертацию по теме «Проблемы территориальной концентрации промышленности (методология внутрирайонного анализа)».
С 1988 г. по 2015 г. Л. В. Козловская работала в БГУ на географическом факультете. С 1988 по 2002 гг. — заведующая кафедрой экономической географии Беларуси и государств Содружества, с 2002 по 2015 гг. — профессор этой же кафедры. За годы работы в БГУ подготовила ряд учебных пособий, разработала и читала новые для факультета многочисленные программы и лекционные курсы по теоретическим дисциплинам: «Учение о территориально-производственных комплексах», «Основы экономико-географического прогнозирования», «Региональное планирование и прогнозирование». Читала основной кафедральный курс «Социально-экономическая география Беларуси» и разработанные ей спецкурсы «Современные проблемы социально-экономического развития Беларуси» и «Методы регионального анализа».
Под её научным руководством и при непосредственном участии на кафедре выполнен ряд тем по исследованию проблем социально-экономической географии Беларуси. Входила в состав Специализированных советов по защите докторских диссертаций, являлась членом Национальной комиссии по устойчивому развитию Республики Беларусь, научным консультантом Белорусской энциклопедии, членом редколлегий журналов «Вестник БГУ», «Белорусский экономический журнал», «Геаграфія: праблемы выкладання» и др.

## Научная и педагогическая деятельность
В период работы в Институте экономики научные интересы Л. В. Козловской были сосредоточены на исследовании комплексных проблем региональной экономики и размещения производительных сил, обеспечения рационального сочетания отраслевого и территориального подходов к организации хозяйства. Проведено оригинальное системное исследование по теории и методике оценки уровня и эффективности (экономической, социальной, экологической) территориальной концентрации промышленности; обоснована роль затрат на инфраструктуру как ведущего фактора внутрирайонного размещения обрабатывающих промышленных предприятий в условиях Беларуси; выполнены первые в республике исследования по экономике охраны окружающей среды и по оценке качества среды как компонента условий жизнедеятельности населения.
Л. В. Козловская внесла большой вклад в развитие в республике научно-технического и социально-экономического прогнозирования. Она участвовала в разработке таких долгосрочных прогнозов, как «Комплексное использование природных ресурсов и развитие производительных сил Белорусского Полесья до 1990 г.» (1971 г.), «Доклад-прогноз по важнейшим социально-экономическим и научно-техническим проблемам развития народного хозяйства Белорусской ССР до 1990 г.» (1973 г.). Будучи заведующей сектором разработки комплексных перспективных программ научно-технического и социально-экономического прогнозирования при Президиуме АН БССР и Госплане БССР, принимала непосредственное участие в разработке «республиканской комплексной программы научно-технического прогресса и его социально-экономических последствий до 2000 г.» (1980 г.), «Комплексных программ научно-технического прогресса на 1981—2000 гг., 1986—2005 гг. и на 1991—2010 гг.». Как автор и соавтор участвовала в подготовке Национальных отчётов о человеческом развитии 2003 г. и 2004—2005 гг. (2003 г.). Принимала участие в подготовке раздела Национальной стратегии устойчивого социально-экономического развития Республики Беларусь на период до 2020 г. (2004 г.).
Активное участие Л. В. Козловская принимала в научно-общественной деятельности: являлась учёным секретарём Республиканского научного совета по проблемам научно-технического и социально-экономического прогнозирования при Президиуме АН БССР и Госплане БССР, членом Научного совета АН СССР по проблемам региональной экономики, научных советов АН БССР по проблемам биосферы и Полесья, Белорусского республиканского правления научно-экономического общества, была вице-президентом географического общества БССР, членом Президиума ВАК Республики Беларусь (2006—2007 гг.).
Область научных интересов Л. В. Козловской — вопросы теории и методики территориальной организации производительных сил, регионального экономического анализа и прогнозирования, оценки эффективности территориальной концентрации промышленности. Результаты её научных исследований нашли отражение в более чем 180 опубликованных работах, в том числе 24 монографиях.
По проблематике размещения производства и региональной экономики Л. В. Козловской подготовлено 9 кандидатов экономических наук и 1 доктор географических наук.
Кандидаты экономических наук:
1. Кириенко Е. Г. «Социально-экономическая оценка водных ресурсов при внутрирайонном размещении промышленности» (1981 г.).
2. Фатеев В. С. «Исследование уровня и эффективности территориальной концентрации производства в отраслях промышленности Белорусского экономического района» (1985 г.).
3. Пилуй М. П. «Факторы эффективности территориальной организации сети профессионально-технических училищ региона: на примере БССР» (1986 г.).
4. Сивограков О. В. «Формирование пассажирских транспортных систем в регионе» (1987 г.).
5. Логовский К. В. «Планирование и организация управления энергетической инфраструктурой региона» (1988 г.).
6. Слонимский А. А. «Региональный научный комплекс: планирование и организация управления (на примере БССР)» (1988 г.).
7. Лисицын В. Н. «Сочетание отраслевого и территориального принципов организации ремонта промышленного оборудования в регионе» (1989 г.).
8. Клименко В. А. «Планирование и организация региональной системы подготовки рабочих кадров (на примере строительного комплекса БССР)» (1991 г.).
9. Вертинская Т. С. «Региональная экономическая политика в сфере переработки отходов производства» (1994 г.).
Доктор географических наук:
1. Красовский К. К. «Урбанизация в Беларуси: экономико-географический анализ и прогноз» (2006 г.).

## Публикации
Полный список публикаций

### Учебно-методические публикации
- Заданні да семінарскіх заняткаў па «Асновах вучэння аб тэрытарыяльна-вытворчых комплексах» для студэнтаў па спеціяльнасці 01.18 / Складальнікі: Казлоўская Л. В., Корзун В. М. — Мінск, 1992.- 12 с.
- Программа курса «Сацыяльна-эканамічная геаграфія Беларусі». Составитель Козловская Л. В./ Программы дисциплин по учебному плану специальностей G 31 02 01 «География», H 33 01 03 «Геоэкология» для студ. IV курса // Под. ред. Л. В. Козловской. — Мн.: БГУ, 2002.-81 с., 37-48.
- Программа курса «Учение о территориально-производственных комплексах». Составители: Козловская Л. В., Корзун В. М. / Программы дисциплин по учебному плану специальностей G 31 02 01 «География», H 33 01 03 «Геоэкология» для студ. III курса // Под. ред. Л. В. Козловской. — Мн.: БГУ, 2002.- 73 с., 51-56.
- Программа курса «Методы регионального анализа». Составитель Козловская Л. В. / Программы дисциплин по учебному плану специальностей G 31 02 01 «География», H 33 01 03 «Геоэкология» для студ. V курса и студентов магистратуры // Под. ред. А. В. Томашевича/ — Мн.: БГУ, 2002.-67 с., 48-51.
- Казлоўская Л. В. Эканоміка-геаграфічнае раянаванне Беларусі / Вучэб. дапам. па курсу «Сацыяльна-эканамічная географія Беларусі» для студэнтаў спецыяльнасці H. 05.01.00 — «Геаграфія». Мн.: Белдзяржуніверсітэт, 1997. — 40с.
- Козловская Л. В., Смоляков Г. С. Экономико-географическая характеристика административного района (на примере Воложинского района Минской области): Учебное пособие по экономико-географической практике для студентов специальности H. 05.01.00 — «Геаграфия». — Мн.: Белгосуниверситет, 1995. — 71 с.

### Учебники, курсы лекций, практикумы
- Козловская Л. В. Территориальная организация инфраструктуры — важный фактор повышения эффективности общественного производства. / Л. В. Козловская // Территориальная организация народного хозяйства СССР. Темы докладов I Всесоюзного совещания, май 1978 г. — Москва, 1978. — С. 90-94.
- Козловская Л. В. Производственная и экономическая инфраструктура в народнохозяйственном комплексе экономического района / Л. В. Козловская // Природные и экономические предпосылки развития и размещения производительных сил экономического района.- Минск, НИИ ЭМП при Госплане БССР, 1982. — С. 114—127.
- Козловская Л. В. Экологизация общественного производства, и проблемы размещения промышленных предприятий / Л. В. Козловская // Экологизация на общественното производство (научни доклади), Т.1 — НРБ, Свищов, 1981, с. 183—193.
- Козловская Л. В. Проблемы трансформации отраслевой и территориальной структуры хозяйства Белоруссии в связи с последствиями Чернобыльской аварии / Л. В. Козловская // Вестн. БГУ. Сер.2. — 1991, № 1. — с. 564-60.
- Козловская Л. В. Устойчивое развитие экологически проблемных регионов Беларуси / Л. В. Козловская // Белорусский экономический журнал. — 2002, № 3. — С. 6-14.
- Козловская Л. В. Регионы Беларуси на современном этапе: экономико-географический анализ и прогноз инвестиционно-инновационного развития / И. В. Войтов, Л. В. Козловская // Вестн. БГУ. Сер.2. — 2006, № 31. — С. 84-91.
- Козловская Л. В. Человеческий капитал как фактор территориальной организации промышленности Беларуси на этапе инновационного развития / Л. В. Козловская // Вестн. БГУ. Сер.2. — 2008, № 1. — С. 96-100.

### Важнейшие научные статьи
- Козловская Л. В. Проблемные регионы Беларуси в условиях переходной экономики / Л. В. Козловская // Вестн. БГУ. Сер.2. — 1997. № 2. — C. 62-65.
- Козловская Л. В. Территориальная организация хозяйственного комплекса и экономико-географическое районирование Беларуси / Л. В. Козловская // Выбраныя навуковыя працы Беларускага дзяржаўнаго універсітэта: у 7 тамах. Т. 7. Біялогія. Геаграфія / ПДК. рэд. І.І. Пірожнік. — Мн.: БДУ, 2001. — 570 с. (с. 462—681).
- Козловская Л. В. Географический аспект в прогнозах и программах социально-экономического развития Беларуси: новые тенденции и подходы / Л. В. Козловская // Вестн. БГУ. Сер.2. — 2010, № 1. — с. 60-65.
- Козловская, Л. В. Социально-экономическая география Беларуси: Курс лекций. В 3 ч. Ч. 1: Условия и факторы социально-экономического развития и территориальной организации хозяйства Беларуси / Л. В. Козловская. — Мн.:БГУ, 2002. — 107 с.
- Козловская, Л. В. Социально-экономическая география Беларуси: Курс лекций. В 3 ч. Ч. 2: Экономико-географическая характеристика межотраслевых комплексов / Л. В. Козловская. — Мн.: БГУ, 2004. — 99 с.
- Козловская, Л. В. Социально-экономическая география Беларуси: Курс лекций. В 3 ч. Ч. 3: Экономико-географическое районирование и характеристика регионов Беларуси / Л. В. Козловская. — Мн.: БГУ, 2005. — 113 с.
- Козловская, Л. В. Социально-экономическая география Беларуси: практикум для студентов геогр. фак. спец. 1-31 02 01 «География» (по направлениям), 1-31 02 02 «Геоэкология»/ Л. В. Козловская, В. М. Корзун, Т. Л. Казакова. — Минск: БГУ, 2007. — 93 с.
- Козловская, Л. В. Методы регионального экономического анализа: курс лекций / Л. В. Козловская. — Минск: БГУ, 2008. — 100 с.

### Монографии
- Козловская Л. В. Территориальная концентрация промышленности (экономические и социальные аспекты). Л. В. Козловская. Мн., «Наука и техника», 1975.- 160 с.
- Влияние условий и факторов на эффективность размещения производств / Редакционная коллегия Ф. С. Мартинкевич (ответственный редактор), Л. В. Козловская, А. Д. Павлова, В. Ф. Медведев. — Минск, «Наука и техника», 1968.-270 с., (с. 213—268 автора).
- Эффективность концентрации промышленных производств. Под ред. Л. В. Козловской и А. Д. Павловой.- Мн., «Наука и техника», 1970.-270 с., (с. 52-64, 190—243 автора).
- Методические вопросы внутреннего размещения промышленности / Под ред. Л. В. Козловской и А. Д. Павловой.- Мн., «Наука и техника», 1972.-264 с., (с. 131—178 автора).
- Социальные аспекты размещения промышленности / Под ред. Л. В. Козловской. — Мн., «Наука и техника», 1977.-240 с., (с. 3-52 автора).
- Социальная инфраструктура — результат и фактор эффективности общественного производства / А. Д. Павлова, С. С. Ткаченко, Л. В. Козловская и др. Науч. ред. В. И. Дриц. — «Наука и техника», 1980.-280 с., (с. 242—277 автора).
- Региональные проблемы развития инфраструктуры и межотраслевых производств / [ Л. Ф. Геращенко, Я. А. Гольбин, Л. В. Козловская и др.]; Под ред. Л. В. Козловской.- Мн., «Наука и техника», 1985.-246 с., (с. 3-42, 119—134, 219—240 автора).
- Рациональное природопользование Белорусского Поозерья. Научные редакторы В. С. Аношко, Н. Н. Бамбалов, Л. В. Козловская, П. П. Савицкий.- Мн.: Институт геологии, геохимии и геофизики АН Беларуси, 1993.- 202 с., (с. 102—113, 124—142, 151—154 с участием автора).
- Человеческий потенциал Беларуси: экономические вызовы и социальные ответы. Национальный отчет о человеческом развитии, 2003.- Мн.: Юнипак, 2003.- 118 с. (с. 68-74 автора).
- Экономика и общество Беларуси: диспропорции и перспективы развития. Национальный отчет о человеческом развитии 2004—2005. — Мн.: «Альтиора-Живые краски», 2005.- 95 с. (с. 41-44 автора).
- Национальная стратегия устойчивого социально-экономического развития Республики Беларусь на период до 2020 г. Мн.: Юнипак, 2004. — 203 с. (с. 130—133 автора).

### Список научных статей
- Козловская Л. В. К вопросу об эффективности территориальной концентрации промышленности. / Л. В. Козловская // Экономическая география. География промышленности. Вып. 3. (Материалы Московского филиала географического общества СССР). — Москва, 1969. С. 17-20.
- Козловская, Л. В. Промышленный потенциал Беларуси как фактор развития межрегиональной интеграции в ЕАЭС / Интеграция на постсоветском пространстве: реалии и перспективы: материалы международного научно-практического семинара, 4-7 декабря 2014
- Козловская Л. В. К вопросу об эффективности территориальной концентрации промышленности. / Л. В. Козловская // Экономическая география. География промышленности. Вып. 3. (Материалы Московского филиала географического общества СССР). — Москва, 1969. С. 17-20.
- Козловская Л. В. Территориальная организация инфраструктуры — важный фактор повышения эффективности общественного производства. / Л. В. Козловская // Территориальная организация народного хозяйства СССР. Темы докладов I Всесоюзного совещания, май 1978 г. — Москва, 1978. С. 90-94.
- Козловская Л. В. Производственная и экономическая инфраструктура в народнохозяйственном комплексе экономического района / Л. В. Козловская // Природные и экономические предпосылки развития и размещения производительных сил экономического района.- Минск, НИИ ЭМП при Госплане БССР, 1982. С. 114—127.
- Козловская Л. В. Экологизация общественного производства, и проблемы размещения промышленных предприятий / Л. В. Козловская // Экологизация на общественното производство (научни доклади), Т.1 — НРБ, Свищов, 1981, с. 183—193.
- Козловская Л. В. Проблемы трансформации отраслевой и территориальной структуры хозяйства Белоруссии в связи с последствиями Чернобыльской аварии / Л. В. Козловская // Вестн. БГУ. Сер.2. 1991. № 1, с. 564-60.
- Козловская Л. В. Устойчивое развитие экологически проблемных регионов Беларуси / Л. В. Козловская // Белорусский экономический журнал. 2002. № 3. С. 6-14.
- Козловская Л. В. Регионы Беларуси на современном этапе: экономико-географический анализ и прогноз инвестиционно-инновационного развития / И. В. Войтов, Л. В. Козловская // Вестн. БГУ. Сер.2. 2006. № 31, с.84-91.
- Козловская Л. В. Человеческий капитал как фактор территориальной организации промышленности Беларуси на этапе инновационного развития / Л. В. Козловская // Вестн. БГУ. Сер.2. 2008. № 1, с. 96-100.

### Важнейшие научные статьи
- Козловская Л. В. Проблемные регионы Беларуси в условиях переходной экономики / Л. В. Козловская // Вестн. БГУ. Сер.2. — 1997. № 2. — C. 62-65.
- Козловская Л. В. Территориальная организация хозяйственного комплекса и экономико-географическое районирование Беларуси / Л. В. Козловская // Выбраныя навуковыя працы Беларускага дзяржаўнаго універсітэта: у 7 тамах. Т. 7. Біялогія. Геаграфія / ПДК. рэд. І.І. Пірожнік. — Мн.: БДУ, 2001. — С. 462—481.
- Козловская Л. В. Географический аспект в прогнозах и программах социально-экономического развития Беларуси: новые тенденции и подходы / Л. В. Козловская // Вестн. БГУ. Сер.2. — 2010, № 1. — С. 60-65

### Полнотекстовые статьи
- Козловская Л. В. Территориальная организация хозяйственного комплекса и эко-номико-географическое районирование Беларуси / Л. В. Козловская // Выбраныя навуковыя працы Беларускага дзяржаўнаго універсітэта: у 7 тамах. Т. 7. Біялогія. Геаграфія / ПДК. рэд. І.І. Пірожнік. — Мн.: БДУ, 2001. — с. 462—481.

- Козловская Л. В. Проблемные регионы Беларуси в условиях переходной эконо-мики / Л. В. Козловская // Вестн. БГУ. Сер.2. — 1997. № 2. — C. 62-65.

- Козловская Л. В. Географический аспект в прогнозах и программах социально-экономического развития Беларуси: новые тенденции и подходы / Л. В. Козловская // Вестн. БГУ. Сер.2. — 2010, № 1. — с. 60-65.